# Jan van den Berg
Johannes „Jan” Jacobus van den Berg (ur. 22 sierpnia 1879 w Haarlemie, zm. 21 grudnia 1951 w Zandvoort) – piłkarz holenderski grający na pozycji napastnika.

## Kariera klubowa
W swojej karierze piłkarskiej van den Berg grał w klubie HFC Haarlem. W sezonie 1901/1902 zdobył z nim Puchar Holandii.

## Kariera reprezentacyjna
W 1908 roku van den Berg został powołany do reprezentacji Holandii na igrzyska olimpijskie w Londynie. Na tych igrzyskach zdobył brązowy medal. W kadrze narodowej ostatecznie nie zadebiutował.